# Leekfrith torques
Leekfrith torques er fire guldsmykker, der stammer fra bronzealderen, som blev fundet af to amatørarkæologer ved hjælp af metaldetektorer i december 2016 på en mark i Leekfrith i det nordlige Staffordshire i England. Fundet består af tre  torque-halsringe og et mindre armbånd, der lå tæt ved hinanden. De er blandt de ældste fund af guldsmykker i Storbritannien.  Arkæologiske undersøgelser af området viste ikke yderligere genstande

## Fundet
De første tre torques lå hver for sig, men tæt på hinanden omkring 15 - 20 cm under jordoverfladen på marken, der blev undersøgt ved hjælp af metaldetektorer med tilladelse fra lodsejeren. Detektorfolkene, Mark Hambleton og Joe Kania, indberettede deres fund til kontoret for Portable Antiquities Schemeder lå ved Birmingham Museum and Art Gallery dagen efter. Det sidste guldsmykke blev fundet af de samme mænd på samme mark nogle uger senere.
Arkæologerne fra museet undersøgte området, men fandt ikke andre genstande.

## Torques
Ifølge Julia Farley, der er kurator for samlingerne af British and European Iron Age ved British Museum, blev halsringene fremstillet i det, som i dag er Tyskland og Frankrig, og stammer sandsynligvis fra mellem 400-250 f.Kr. (La Tène-perioden). De er blandt de ældste eksempler på arbejde udført i guld i La Tène-stilen, der er fundet i Storbritannien.  
Ifølge Farley har ejerne af smykkerne været "rige magtfulde kvinder, muligvis personer fra kontinentet, som har giftet sig ind i det lokale samfund".
Retsmediciner Ian Smith fandt ud af, at de bestod af mindst 80 % rent guld, hvilket er lidt mere end 18 karat. Smykkerne vejer fra 31 g til 230 g.

## Undersøgelser
Ved undersøgelsen den 28. februar 2017 blev Leekfrith torquesne erklæret som skattefund under Treasure Act 1996. Retsmedicineren Ian Smith erklærede, at det "ikke helt var i samme liga som staffordshireskatten, men ikke desto mindre spændende."
Som resultat af hans undersøgelser blev genstandene tilbudt et museum til en pris, som bliver fastsat af et uafhængigt panel af eksperter i antikke genstande, Treasure Valuation Committee, og lodsejeren og de to, som gjorde fundet, delte beløbet.

## Udstilling
Fundet blev annonceret for offentligheden på Potteries Museum & Art Gallery i Hanley den 28. februar 2017. Genstandene blev udstillet på museet fra 1.-22. marts 2017.